# سرویس ابری بازی‌های اکس‌باکس
اکس باکس کلود گیمینگ (قبلاً به عنوان Project xCloud شناخته می‌شد و در حال حاضر به عنوان xCloud نامیده می‌شد) سرویس بازی ابری اکس‌باکس مایکروسافت است. این سرویس که در ابتدا در نوامبر ۲۰۱۹ در آزمایش بتا منتشر شد، بعداً برای مشترکان Xbox Game Pass Ultimate در ۱۵ سپتامبر ۲۰۲۰ راه اندازی شد. بازی ابری Xbox Game Pass بدون هزینه اضافی برای مشترکان Ultimate ارائه می‌شود.

## توسعه
ایده‌های سرویس ابری در حدود سال ۲۰۱۶ در مایکروسافت مطرح شد، تقریباً در همان زمانی که کریم چودری سازگاری اکس‌باکس ۳۶۰ را برای اکس‌باکس وان توسعه داد. همان‌طور که تیم او این راه حل را توسعه داد، Choudhry همچنین به این فکر افتاد که آیا آنها می‌توانند این بازی‌ها را بدون نیاز به کنسول ارائه کنند، و از اسپنسر برای راه اندازی یک تیم کوچک برای اثبات پذیری، امکان‌پذیری بازی‌های ابری استفاده کرد. این فناوری در زمان معرفی Xbox Game Pass به اندازه کافی موفق تلقی می‌شد که مایکروسافت تیم بزرگ‌تری را برای ایجاد پلت فرم بازی ابری گرد هم آورد.
مایکروسافت این سرویس را در E3 2018 معرفی کرد و چندین ماه بعد، در اکتبر ۲۰۱۸، Project xCloud را به‌طور رسمی معرفی کرد. آنها این سرویس را در مارس ۲۰۱۹ با بازی مسابقه ای Forza Horizon 4 در یک گوشی هوشمند اندرویدی با کنترلر Xbox One بازی و نشان دادند. فیل اسپنسر، مدیر اکس‌باکس، در این مدت از یک سرور خصوصی برای آزمایش بازی‌ها روی یک اتصال از راه دور استفاده کرد. این سرویس در می ۲۰۱۹ وارد مرحله آزمایش خانگی خود شد، زمانی که می‌توان از آن در خارج از محیط آزمایشی و شرکتی استفاده کرد. در اواخر سال ۲۰۱۹ وارد آزمایش عمومی شد و در E3 2019 رونمایی شد.
مایکروسافت گفت که کتابخانه محتوای اکس‌باکس خدمات آن را نسبت به رقبایی مانند گوگل استادیا جذاب تر می‌کند. سخت‌افزار در زمان راه اندازی از سرورهای Blade مبتنی بر Xbox One S استفاده می‌کرد، اما در ژوئن ۲۰۲۱ شروع به انتقال به سرورهای مبتنی بر Xbox Series X کرد. هر سرور در ابتدا دارای ۴ واحد سفارشی مبتنی بر Xbox One S برای تیزر ۲۰۱۸ بود، اما این مقدار برای راه اندازی این سرویس در سال ۲۰۱۹به هشت واحد در هر سرور در یک محفظه 2U دو برابر شد. در مقایسه با Xbox One S استاندارد، مصرف برق ۳۰٪ از طریق تنظیم توان ویژه پردازنده کاهش یافته‌است. برای کاهش تأخیر، خروجی ویدیو برای ۱۲۰ هرتز تنظیم شده‌است.
آزمایش‌ها این سرویس در اکتبر ۲۰۱۹ آغاز شد و از نوامبر ۲۰۱۹، این سرویس میزبان ۵۰ بازی با پشتیبانی از آزمایش دستگاه‌های موبایل iOS شرکت اپل و کنترلرهای دوال شاک سونی اینتراکتیو اینترتینمنت است.
در ۱۲ فوریه ۲۰۲۰، Project xCloud در سیستم عامل موبایل اپل (به اختصار آی او اس) در نسخه پیش نمایش راه اندازی شد.
در ۵ مه ۲۰۲۰، Project xCloud به صورت پیش‌نمایش (ویدئو به صورت زنده) به اسپانیا (اروپا) آمد.
مایکروسافت Xbox Cloud Gaming را در ۲۱ کشور در آمریکای شمالی و اروپا و همچنین در کره جنوبی در ۱۵ سپتامبر ۲۰۲۰ برای دستگاه‌های منتخب اندروید با پشتیبانی از بیش از ۱۵۰ بازی در زمان راه‌اندازی منتشر کرد.
Xbox Cloud Gaming در ۹ اوت ۲۰۲۱ به عنوان امتیاز اشتراک Xbox Game Pass Ultimate در فرم بتا خود برای کاربران ویندوز منتشر شد، اگرچه کاربران نیز باید در برنامه Xbox Insider ثبت نام کنند. به‌طور رسمی به عنوان بخشی از برنامه Xbox برای ویندوز در ۱۴ سپتامبر ۲۰۲۱ همراه با پشتیبانی از Remote Play از کنسول‌های اکس‌باکس به رایانه ویندوزی منتشر شد. مایکروسافت یک ویژگی Clarity Boost را برای کاربران ویندوز از طریق مرورگر Edge معرفی کرد که بهبود بصری سمت کلاینت را برای محتوای پخش‌شده ارائه می‌دهد.
مایکروسافت آزمایش Xbox Cloud Gaming برای کنسول‌های Xbox One را در کانال‌های آزمایشی در اکتبر ۲۰۲۱ آغاز کرد و به کاربران این کنسول‌ها اجازه داد بازی‌های Xbox Series X/S را بازی کنند.
سرعت اینترنت مورد نیاز برای سرویس Xbox Cloud Gaming به شرح زیر است:
|                 | حداقل مورد نیاز              | تجربه بهینه و کیفیت بهتر   |
| --------------- | ---------------------------- | -------------------------- |
| پهنا باند آپلود | حداقل ۴٫۷۵ مگابیت بر ثانیه   | ۹ مگابیت بر ثانیه یا بیشتر |
| تاخیر (پینگ)    | کمتر یا مساوی ۱۲۵ میلی ثانیه | زیر ۶۰ میلی ثانیه          |

## کشورهای موجود
مایکروسافت Xbox Cloud Gaming بازی‌های ابری در ۲۸ کشور زیر در دسترس است: آرژانتین، استرالیا، اتریش، بلژیک، برزیل، کانادا، جمهوری چک، دانمارک، فنلاند، فرانسه، آلمان، مجارستان، ایرلند، ایتالیا، ژاپن، مکزیک، هلند، نیوزلند، نروژ، لهستان، پرتغال، اسلواکی، کره جنوبی، اسپانیا، سوئد، سوئیس، بریتانیا و ایالات متحده آمریکا. تا سال ۲۰۲۰، مایکروسافت قصد دارد کشورهای بیشتری را به مرور زمان اضافه کند. از نوامبر ۲۰۲۰، مایکروسافت شروع به دریافت برنامه‌های کاربردی از کاربران برای شرکت در آزمایش پیش نمایش در کشورهای دیگر کرد. دسترسی بین‌المللی این سرویس نیز از امروز گسترش می‌یابد با این کار تعداد کشورهای پشتیبانی شده این سرویس به ۲۸ رسید
| کشورها              | وضعیت   | تاریخ فعال شدن               |
| ------------------- | ------- | ---------------------------- |
| آرژانتین            | فعال    | نامشخص                       |
| ایالات متحده آمریکا | فعال    | نامشخص                       |
| استرالیا            | فعال    | نامشخص                       |
| ایران               | غیرفعال | ندارد                        |
| بریتانیا            | فعال    | نامشخص                       |
| ژاپن                | فعال    | نامشخص                       |
| آلمان               | فعال    | نامشخص                       |
| افغانستان           | غیرفعال | ندارد                        |
| اسرائیل             | غیرفعال | ندارد                        |
| فلسطین              | غیرفعال | ندارد                        |
| عراق                | غیرفعال | ندارد                        |
| چین                 | غیرفعال | ندارد                        |
| روسیه               | غیرفعال | به علت هجوم نظامی به اوکراین |
| کره جنوبی           | فعال    | نامشخص                       |
| کره شمالی           | غیرفعال | ندارد                        |
| سوریه               | غیرفعال | ندارد                        |
| بلژیک               | فعال    | نامشخص                       |
| کانادا              | فعال    | نامشخص                       |
| ترکیه               | غیرفعال | ندارد                        |
| برزیل               | فعال    | نامشخص                       |
| جمهوری چک           | فعال    | نامشخص                       |
| دانمارک             | فعال    | نامشخص                       |
| فنلاند              | فعال    | نامشخص                       |
| فرانسه              | فعال    | نامشخص                       |
| مجارستان            | فعال    | نامشخص                       |
| هند                 | غیرفعال | ندارد                        |
| ایرلند              | فعال    | نامشخص                       |
| ایتالیا             | فعال    | نامشخص                       |
| مکزیک               | فعال    | نامشخص                       |
| هلند                | فعال    | نامشخص                       |
| نیوزلند             | فعال    | نامشخص                       |
| نروژ                | فعال    | نامشخص                       |
| پرتغال              | فعال    | نامشخص                       |
| عربستان سعودی       | غیرفعال | ندارد                        |
| اسلواکی             | فعال    | نامشخص                       |
| اسپانیا             | فعال    | نامشخص                       |
| سوئیس               | فعال    | نامشخص                       |
| سوئد                | فعال    | نامشخص                       |
| مصر                 | غیرفعال | ندارد                        |

## بازی‌ها
سازگاری با Xbox Series X به xCloud اجازه می‌دهد تا کتابخانه موجود بازی‌های Xbox را حفظ کند و در عین حال بازی‌های جدیدی را از Xbox Series X اضافه کند. کتابخانه Xbox Game Pass در حال حاضر ۳۵۸ بازی با قابلیت اجرا ابری را داراست. این لیست شامل هیلو: مجموعه مستر چیف، فورتزا هورایزن ۴، جهان‌های بیرونی، Yakuza Kiwami 2 و شبیه سازپرواز مایکروسافت است.مایکروسافت همچنین اعلام کرده‌است که قصد دارد فهرست بازی‌های مجهز به فضای ابری را گسترش دهد تا شامل بازی‌های منتخب اکس‌باکس شود که اعضای Xbox Game Pass Ultimate از فروشگاه مایکروسافت خریداری کرده‌اند.
هل‌بلید: پیشکش سنوئا اولین بازی ای بود که از کنترل‌های لمسی کامل پشتیبانی می‌کردکنترل‌های لمسی از آن زمان به ۱۲۴ بازی دیگر اضافه شده‌است
مایکروسافت با استفاده از برنامه سازگاری با نسخه قبلی خود از مارس ۲۰۲۱ با ۱۶ عنوان در دسترس، پشتیبانی از بازی ابری را برای عناوین منتخب اصلی Xbox و Xbox 360 معرفی کرد. اگر بازیکنان از آن سرویس به عنوان بخشی از Xbox Live Gold استفاده کرده باشند، می‌توانند از بازی‌های ذخیره شده مبتنی بر ابر از نسخه اصلی این عناوین استفاده کنند. برخی از بازی‌ها هنگام بازی در دستگاه‌های تلفن همراه از کنترل‌های لمسی رسمی نیز پشتیبانی می‌کنند.

## پذیرش
این سرویس عموماً برداشت‌های اولیه مثبتی از بازبینان دریافت کرد.پخش از طریق اتصال LTE T-Mobile با سرعت دانلود تنها ۲۵ مگابیت در ثانیه هیچ تأثیری بر کیفیت تصویر نداشت. حتی این سرویس در ایالات متحده آمریکا هنگام بازی در اتوبوس و قطار در حال حرکت، کیفیت تصویر کاهش قابل توجهی نداشت.
بررسی‌کنندگان همچنین گزارش دادند که راه‌اندازی بازی‌ها روی تلفن سریع‌تر احساس می‌شود، زیرا بازی‌ها بر روی سرورهای از راه دور قدرتمندتر به جای هارد دیسک روی کنسول اجرا می‌شوند. زمان بارگذاری نیز به حداقل می‌رسد و به تجربه بازی رایانه شخصی نزدیک می‌شود.
در ایران به علت کم بودن پهنا باند آپلود و دانلود اینترنت این سرویس به خوبی ارایه نمی‌شود.

## سخت‌افزار
بازی های مو جود در Xbox Cloud از طریق ۵۴ مرکز محاسبات ابری Azure مایکروسافت اجرا می‌شود که در ۱۴۰ کشور میزبانی می‌شوند. لازم است ذکر شود که به علت تحریم‌های ایالات متحده آمریکا این سرویس خدماتی در ایران ارایه نمی‌دهد و سروری در کشور ایران ندارد.
مایکروسافت در سال ۲۰۲۱سخت‌افزار سرور خود را به سخت‌افزار Xbox Series X ارتقا داد.
این سرویس برای کار با تلفن‌ها، چه با کنترل‌های صفحه لمسی یا کنترل‌کننده بازی از طریق بلوتوث طراحی شده‌است. مدل‌های قابل توجه کنترلرهای پشتیبانی شده عبارتند از:
- کنترلرهای رسمی اکس‌باکس
  - کنترلر بی‌سیم Xbox
  - کنترل بیسیم اکس باکس
  - کنترلر بی‌سیم Xbox Elite سری ۱ و سری ۲
  - کنترلر تطبیقی اکس‌باکس
- شرکت ریزر
  - کیشی (نسخه اکس‌باکس)
  - کنترلر بازی موبایل Raiju برای اندروید
  - Junglecat
- سونی
  - دوال شاک
  - دوال سنس
- استیل‌سیریس
  - Stratus Duo برای ویندوز، کروم بوک، اندروید و واقعیت مجازی
  - Nimbus+ برای iPhone, iPad, iPod Touch و Apple TV
- Backbone One (نسخه Xbox)
- PowerA
  - کنترلر سیمی پیشرفته برای Xbox Series X|S (در برنامه Xbox Windows)

## دستگاه‌های موبایل

### اندروید
Xbox Cloud Gaming با هر تلفن یا تبلت اندرویدی که حداقل اندروید ۶٫۰ و بلوتوث ۴٫۰ دارد کار می‌کند. نمونه‌هایی از دستگاه‌های پشتیبانی شده عبارتند از:Samsung Galaxy Tab S5e ,One Plus 8 و سامسونگ گلکسی اس۲۰
در مارس ۲۰۲۱، مایکروسافت یک به‌روزرسانی برای سرویس‌گیرنده Android Xbox Cloud Gaming منتشر کرد که به دستگاه‌های دارای دو صفحه نمایش مانند Surface Duo اجازه می‌دهد از صفحه دوم برای میزبانی کنترل‌های لمسی استفاده کنند. چندین بازی قابل توجه مانند ماینکرفت دانجنز و New Super Lucky's Tale از گیم پد اختصاصی در صفحه دوم پشتیبانی می‌کنند.
برخی از بازی‌ها مانند چرخ‌دنده‌های ۵ از کنترل‌های حرکتی با استفاده از ژیروسکوپ داخلی دستگاه پشتیبانی می‌کنند و هنگام استفاده از حالت گیم‌پد، یک طرح کنترل اختصاصی ارائه می‌دهند.

#### آی او اس
در حالی که مایکروسافت برنامه‌ریزی کرده بود که xCloud را برای دستگاه‌های iOS منتشر کند، این شرکت آزمایش iOS را در اوت ۲۰۲۰ متوقف کرد و اظهار داشت که سیاست‌های موجود در فروشگاه اپل عملکردی را که می‌توانند برای این سرویس ارائه دهند محدود می‌کند. اپل توضیح داد که سرویس‌های استریم ابری مانند xCloud به مایکروسافت اجازه می‌دهند بازی‌هایی را بر روی پلتفرم iOS منتشر کند که بررسی‌های معمولی را که اپل برای سایر برنامه‌ها انجام می‌دهد دور می‌زند، و بنابراین از اجازه دادن به برنامه روی پلتفرم خودداری کرد.

با این حال، در سپتامبر ۲۰۲۰، اپل قوانین خود را تغییر داد که به xCloud و سایر برنامه‌های بازی ابری اجازه می‌داد روی iOS کار کنند، با محدودیت‌هایی که هر بازی باید به‌عنوان دانلود جداگانه در فروشگاه iOS ارائه شود که کاربر باید قبل از بازی، حتی برنامه‌های کاتالوگ، از آن استفاده کند. به عنوان بخشی از این سرویس می‌توانید این بازی‌ها را فهرست کرده و به آنها پیوند دهید. مایکروسافت به این تغییر، پاسخ منفی داد و اعلام کرد
"این یک تجربه بد برای مشتریان باقی می‌ماند. گیمرها می‌خواهند مستقیماً از کاتالوگ انتخاب شده خود در یک برنامه وارد یک بازی شوند، درست مانند فیلم‌ها یا آهنگ‌ها، و مجبور نباشند بیش از ۱۰۰ برنامه را برای انجام بازی‌های جداگانه از فضای ابری دانلود کنند. ما متعهد هستیم که گیمرها را در مرکز هر کاری که انجام می‌دهیم قرار دهیم، و ارائه یک تجربه عالی هسته اصلی این ماموریت است."— مایکروسافت
طبق گزارش The Verge بر اساس ایمیل‌های کشف شده در جریان دادگاه Epic Games علیه اپل، مایکروسافت امکان ساخت هر بازی را برای برآوردن نیازهای اپل در نظر گرفته بود. مایکروسافت در اکتبر ۲۰۲۰ پیشنهاد کرد که برای دور زدن محدودیت اپل، ممکن است xCloud را به عنوان یک برنامه وب مبتنی بر مرورگر به iOS بیاورد که محتوای آن توسط محدودیت‌های فروشگاه App محدود نمی‌شود. این شرکت بعداً اعلام کرد که از این رویکرد برای ارائه نسخه مبتنی بر مرورگر سرویس بازی ابری برای رایانه‌های شخصی و دستگاه‌های iOS استفاده خواهد کرد تا تا سه‌ماهه دوم سال ۲۰۲۱ منتشر شود. آزمایش در ۲۰ آوریل ۲۰۲۱ شروع شد. نسخه کامل برای همه مشترکان Xbox Game Pass در ۲۸ ژوئن ۲۰۲۱ منتشر شد.

### کنسول‌های اکس‌باکس
مایکروسافت اعلام کرد که قصد دارد بازی‌های ابری را در اواخر سال ۲۰۲۱ به کنسول‌های Xbox One و Xbox Series X/S بیاورد که به کاربران اکس‌باکس وان اجازه می‌دهد بازی‌هایی را انجام دهند که فقط می‌توانند روی کنسول‌های سری X/S اجرا شوند. این ویژگی در ۱۷ نوامبر ۲۰۲۱ در دسترس قرار گرفت.

### دستگاه‌های دیگر
در کنار نسخه مبتنی بر مرورگر iOS, Xbox Cloud Gaming در مرورگرهای پشتیبانی‌شده در ویندوز ۱۰ و رایانه‌های macOS برای مشترکان Xbox Game Pass در ۲۸ ژوئن ۲۰۲۱ اضافه شد.آزمایش بتای فقط دعوت‌نامه همراه با آزمایش بتای iOS در ۲۰ آوریل ۲۰۲۱ راه اندازی شد. اسپنسر همچنین بیان کرده‌است که مایکروسافت در تلاش است تا این سرویس را به تلویزیون‌های هوشمند و استیک‌های استریم ارائه دهد، اگرچه در اینجا حداقل متصل کننده بین تلویزیون و کنترل‌کننده است.
مایکروسافت در می ۲۰۲۲ تأیید کرد که یک دستگاه استریم با نام رمز Keystone در حال توسعه است. یک برنامه تلویزیونی Xbox جدید در ژوئن ۲۰۲۲ برای تلویزیون‌های هوشمند سامسونگ منتشر شد که فقط به عضویت Game Pass و کنترلر پشتیبانی شده نیاز دارد که شامل کنترلرهای Xbox و پلی استیشن می‌شود. مایکروسافت گفت که سایر برندهای تلویزیون هوشمند برای برنامه تلویزیون اکس‌باکس در حال ارزیابی هستند.

## همچنین مشاهده کنید
- پلی استیشن
- رایانش ابری
- مایکروسافت ویندوز